# Йорк (Пенсильвания)
Йорк (англ. York) — город в штате Пенсильвания, США, административный центр одноимённого округа. C 30 сентября 1777 года по 2 июня 1778 года являлся столицей США. Известен также как «Город белой розы».

## История
Основан в 1741 году выходцами из Филадельфии, и назван в честь одноимённого английского города. На конец XVIII века почти все горожане были немецкого либо ирландского происхождения.
В 1777—1778 годах в Йорке размещался Второй Континентальный конгресс, что фактически делало город столицей США (само название «Соединённые штаты Америки» впервые стало употребляться в официальных документах в качестве самоназвания нового государства именно во время пребывания Конгресса в Йорке). Заговор Конвэя (англ. Conway Cabal), ставивший целью смещение Джорджа Вашингтона с поста главнокомандующего армии сепаратистов, зародился в Йорке, в существующей и поныне (в виде музея) таверне «Золотой плуг».

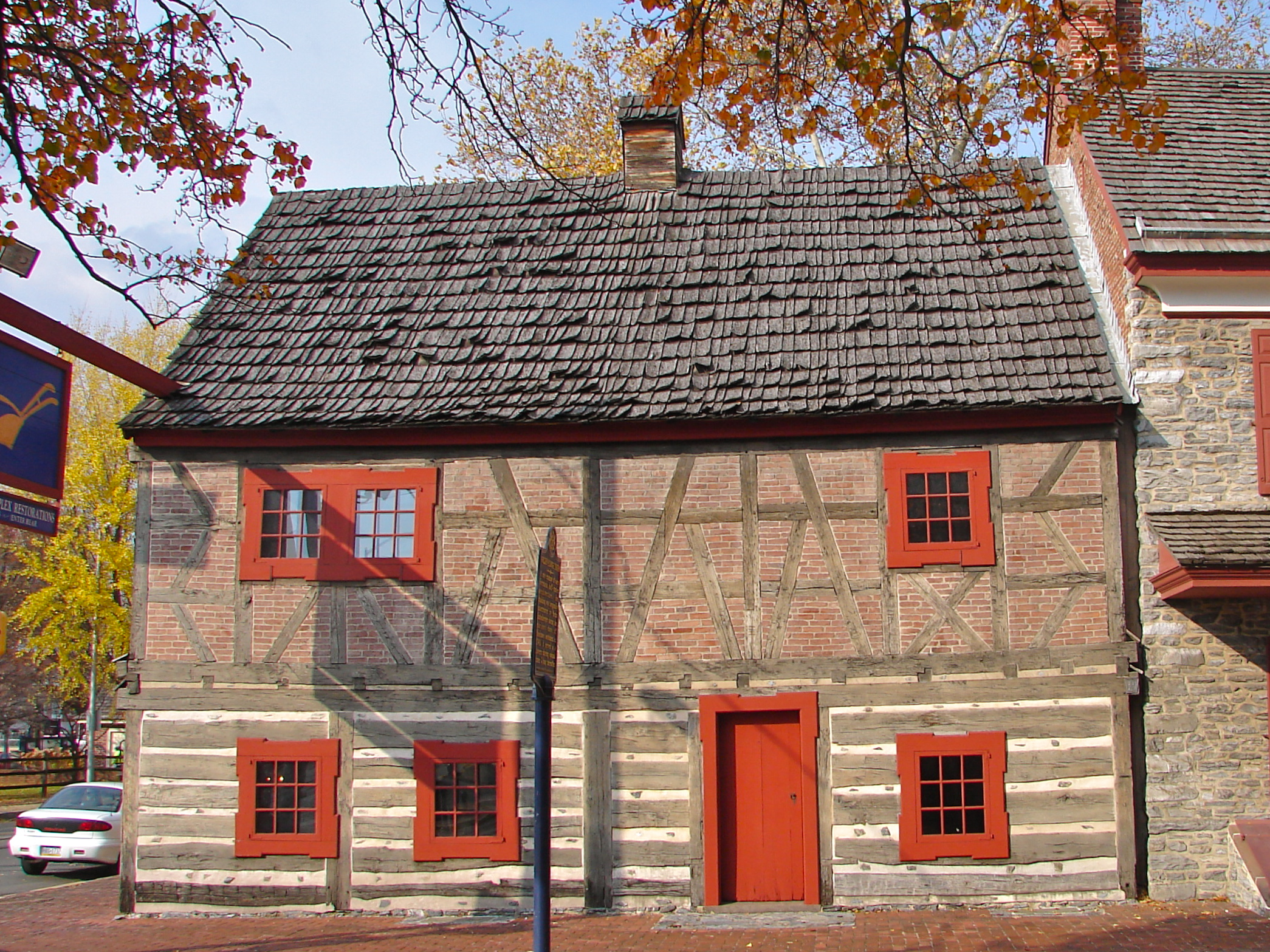
Таверна «Золотой плуг»

С 1800 по 1840 годы Йорк входил в число 100 крупнейших городов США, хотя и находился в конце списка. Во время Гражданской войны в городе размещался крупный военный госпиталь северян. Йорк стал крупнейшим из северных городов, занятых в ходе войны конфедератами. Войска южан под командованием генерала Джубала Эрли находились в Йорке с 28 по 30 июня 1863 года, во время отчаянной попытки Роберта Ли внезапным наступлением на Север переломить ход войны.
В послевоенные годы в Йорке постепенно развивалась промышленность, особенно производство паровых машин и бумаги. В начале XX века (1905—1917 годы) в городе работала Йоркская автомобильная компания, выпустившая около 20 000 автомобилей под маркой «Pullman».

## География и климат
Город расположен на юге Центральной Пенсильвании, на высоте 133 метра над уровнем моря. В нескольких километрах к северо-востоку от Йорка протекает река Саскуэханна.
Климат Йорка умеренно континентальный, с тёплым, дождливым летом и умеренно холодной зимой.
| Показатель                                                | Янв. | Фев. | Март | Апр. | Май  | Июнь | Июль | Авг. | Сен. | Окт. | Нояб. | Дек. | Год  |
| --------------------------------------------------------- | ---- | ---- | ---- | ---- | ---- | ---- | ---- | ---- | ---- | ---- | ----- | ---- | ---- |
| Средний суточный максимум, °C                             | 4,4  | 5,6  | 11,4 | 17,7 | 22,6 | 27,1 | 29,2 | 29,0 | 25,1 | 18,6 | 13,0  | 5,9  | 17,5 |
| Средняя температура, °C                                   | −0,9 | −0,2 | 5,0  | 10,7 | 15,9 | 21,0 | 22,8 | 22,5 | 18,3 | 11,8 | 6,8   | 0,5  | 11,2 |
| Средний суточный минимум, °C                              | −6,2 | −6   | −1,5 | 3,8  | 9,2  | 14,8 | 16,4 | 16,1 | 11,4 | 5,0  | 0,6   | −4,9 | 4,9  |
| Норма осадков, мм                                         | 77   | 74   | 95   | 89   | 106  | 92   | 104  | 87   | 109  | 81   | 87    | 83   | 1085 |
| Источник: National Oceanic and Atmospheric Administration |      |      |      |      |      |      |      |      |      |      |       |      |      |

## Население
По данным Бюро переписи населения США, в 2012 году население Йорка составляло 43 550 человек. Йорк является центром агломерации с населением около 230 тысяч жителей.
Расовый состав населения (на 2010 год):
- белые — 39,7 % (в 1970 — 81,2 %)
- афроамериканцы — 28,0 %
- латиноамериканцы (всех рас) — 28,5 %
- азиаты — 1,2 %

Средний возраст горожан — 31 год, среднегодовой доход на душу населения — 13 439 долларов США. Уровень преступности очень высокий, в 3,8 раза выше среднего по Пенсильвании и в 3,4 раза выше среднего по США.

## Экономика и транспорт
Основой городской экономики является промышленность, прежде всего машиностроение, металлобработка и производство продуктов питания.

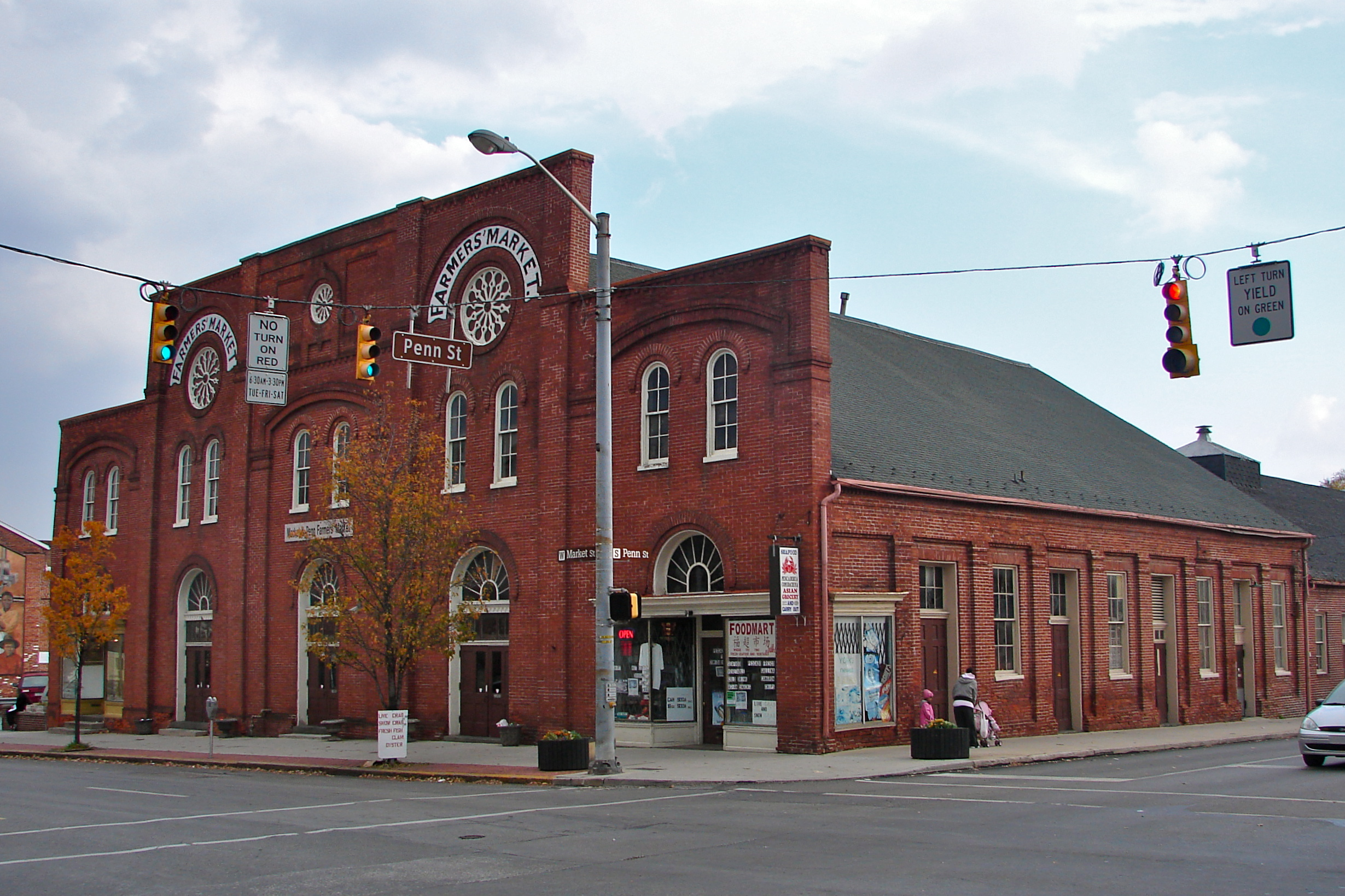
Фермерский рынок

В Йорке размещён главный завод всемирно известного производителя мотоциклов Harley-Davidson, два завода по производству турбин для гидроэлектростанций (Voith Hydro и American Hydro), завод производителя вооружений BAE Systems, а также один из крупнейших американских производителей гантелей и штанг для тяжёлой атлетики York Barbell. В городе находятся штаб-квартиры таких крупных компаний, как York International (производство кондиционеров и обогревателей, входит в состав Johnson Controls), Stauffer Biscuit Company (производство сухих кормов для домашних животных) и The Bon-Ton (розничная торговля).
Небольшой муниципальный аэропорт Йорка не обслуживает регулярные авиарейсы, большинство горожан пользуются расположенным в Мэриленде Международным аэропортом Балтимор/Вашингтон.
Общественный транспорт города представлен 12 автобусными маршрутами, находящимися под управлением принадлежащей округу Йорк компании Rabbit Transit.

## Города-побратимы
- Арль, Франция
- Лайнфельден-Эхтердинген, Германия